# Pensione amore servizio completo
Pensione amore servizio completo è un film del 1979 diretto da Luigi Russo.

## Trama
Germano è un giovane iperdotato dalle innate doti sessuali: scoperto dal padre in atteggiamenti intimi con la servetta, viene inviato dalla nonna, che in una località balneare gestisce un albergo che si rivela essere in realtà una casa chiusa chiamata "Pensione Amore". Germano anima il postribolo della nonna, creando notevole scalpore e richiamando clientela, proprio a causa della sua fama. Il prodigarsi volonteroso di Germano lo conduce all'impotenza che verrà però curata da Lucy, quando si concederà al ragazzo sulla spiaggia.